# 斎藤志郎
斎藤 志郎（さいとう しろう、1956年8月31日 - ）は、日本の俳優、声優。文学座所属。山形県酒田市出身。

## 来歴
少年時代は最上川の近くで育ち、泳いで遊んだり友達と大きなナマズを捕まえたりなどわんぱくな少年時代を過ごしていた。
山形県立酒田工業高等学校土木科、東洋大学法学部卒業。
高校卒業後は上京して公務員として働く傍ら夜間に大学へ通っていたが、学生ミュージカルを観に行き誘われたオーディションで見事主役に抜擢。ところがいざ稽古が始まると主役を演じる重圧に追い詰められ、「主役を降ろしてほしい」と演出家に直談判する。しかし演出家からは「お前にしかない輝きがあるんだ」という叱咤激励の言葉を貰い、それからどう演じればいいのかひたすら悩み抜いていたときに先輩から「お前はもっと悩んでいいんだ」とアドバイスを受ける。それらの思いがけない言葉にふっと気持ちが楽になり、自分の演じる役が目の前に降りてきたという。公演は成功し、カーテンコールでは拍手が鳴りやまなかった。そのとき、自分の進む道は役者だと思ったという。
大学を卒業後、地方公務員として都内の市役所の土木課で働いていたが、退職し、役者に転じる。1980年に文学座研究所入所。1985年に座員となる。

## 人物
趣味・特技は七色のダミ声。方言は庄内弁。
俳優として舞台やテレビ番組に出演するほか、声質を活かして吹き替えやアニメでも精力的に活動している。
アニメでは悪役を演じることが多く、コミカルな役から威厳のある役まで演じる。吹き替えではトニー・プラナ、ピーター・ストーメア、レイ・リオッタを多く担当している。
上京したての頃は、庄内弁が出てしまい電話を取るのが嫌だったが、芝居では方言で演ずるとお客さんに喜んでもらえたり楽しんでもらえたりするため、「これは武器になると思った」という。同時に方言の持つ温かみに気づき、「方言を知らない人にも十分に庄内弁は伝わるんですよね。その奥に方言の持つ温かみを感じ取ってくれていると実感します」と語っている。
演技をするうえではなによりも気持ちを大切にしており、「声優の仕事は、ただ声を当てれば良いというわけではありません。演じる役に気持ちを持っていくと自然に声も変わります。微妙な感情の変化が声に表れ、聴く人に感動として伝わるのだと思っています」と語っている。講師として専門学校で演技指導もしており、学生たちには「マイクにただ声を当てるのではなく、マイクの前でその役を生きろ」と演技への心構えを熱く伝えているという。
知人の息子が結婚する際、演じているキャラクターの声でお祝いのメッセージを送ったところ、予想以上に喜んでもらい、あらためて人に喜びや感動を与えられる仕事ができるのは幸せなことだと実感したという。「人に喜んでもらえることが嬉しいから、稽古が苦しくても乗り越えていける」、また「役を通じて素晴らしい作品に出会えることも演じる仕事の醍醐味」だと思ったという。

## 出演
太字はメインキャラクター。

### テレビアニメ
1998年
- 南海奇皇（村長）

1999年
- 週刊ストーリーランド（1999年 - 2001年、兄貴B、怪しい男）
- 神八剣伝（ミード）

2002年
- 攻殻機動隊 STAND ALONE COMPLEX（権藤金吉）
- 最終兵器彼女（兵士B）
- ヒートガイジェイ（工場主）
- 名探偵コナン（2002年 - 2025年、船戸三昭、片寄荻人、土橋在昌、梶谷宏和、岩田源一郎、西本健 他）

2003年
- 探偵学園Q（高瀬雅彦、織田島平次）

2004年
- 犬夜叉（宝仙鬼〈息子〉）
- 最遊記RELOAD GUNLOCK（店長）
- ビューティフル ジョー（ブラッキー）
- ポポロクロイス（村長）
- MAJOR 1st seaon（沢村監督）
- MONSTER（上司）
- 焼きたて!!ジャぱん（劉老麺）
- ソニックX（イエローゼルコヴァ） - テレビ東京未放送版

2005年
- 奥さまは魔法少女（児玉庄一）
- 巌窟王（エクレール船長）
- ギャラリーフェイク（ホー）
- 銀牙伝説WEED（モス、土佐犬）
- 地獄少女（福元）
- BLEACH（四楓院夜一〈猫状態〉）
- プレイボール（岡本）

2006年
- あまえないでよっ!!喝!!（ユーレイ博士）
- 出ましたっ!パワパフガールズZ（ファジー・ラムキンス）
- 内閣権力犯罪強制取締官 財前丈太郎（国定慎之介）
- NARUTO -ナルト-（盗賊団・親玉）
- BLACK LAGOON（バオ） - 2シリーズ
- MUSASHI -GUN道-（リョウゲン、徳川家康）
- 妖怪人間ベム（ミノタウロス）

2007年
- CLAYMORE（宿屋の主人）
- ゲゲゲの鬼太郎（第5作）（牛鬼）
- 結界師（豆蔵）
- 人造昆虫カブトボーグ V×V（プルート）
- 精霊の守り人（隊長）
- BLUE DRAGON（ネネ）
- メイプルストーリー（バートル）

2008年
- 仮面のメイドガイ（魚松マグロ）
- 古代王者 恐竜キング Dキッズ・アドベンチャー 翼竜伝説（ジャジャーン）
- ゴルゴ13（2008年 - 2009年、ロッキー・ブラウン、マッコード）
- BLUE DRAGON 天界の七竜（ネネ）
- ヤッターマン（第2作）（ステーブン・スグニネール監督）

2009年
- 蒼天航路（おやじ）
- ミチコとハッチン

2010年
- COBRA THE ANIMATION（バッカス）
- テガミバチ（フランク）

2011年
- トリコ（カーネル・モッコイ）
- FAIRY TAIL（2011年 - 2018年、ブルーノート） - 2シリーズ
- ルパン三世 血の刻印 〜永遠のMermaid〜（影浦）

2012年
- キングダム（2012年 - 2021年、麃公） - 3シリーズ
- 銀魂'（のみさん）
- GON -ゴン-（ドン）
- さんかれあ（降谷茹五郎）
- ソードアート・オンライン（ニシダ）
- つり球（保）
- NARUTO -ナルト- 疾風伝（宿場町の人々）

2013年
- ガッチャマン クラウズ（2013年 - 2015年、桑原隆男、三栖立悠） - 2シリーズ

2014年
- さばげぶっ!（じじい）
- ONE PIECE（2014年 - 2024年、ダガマ、ロックスター〈2代目〉）

2015年
- アルスラーン戦記（2015年 - 2016年、ボダン） - 2シリーズ
- クレヨンしんちゃん（柿郡毛弦）
- ドラゴンボール超（2015年 - 2016年、ソルベ、ポタージュ）
- ログ・ホライズン2（パプス）

2016年
- 機動戦士ガンダムUC RE:0096（船務観測科員、ジョナ・ギブニー）
- ホイッスル!（おでん屋のおやじ）

2017年
- 正解するカド（羽深清鷹）
- GRANBLUE FANTASY The Animation（ザカ大公）
- 将国のアルタイル（ウズン）

2018年
- 伊藤潤二『コレクション』（杉林の地主）
- 剣王朝（林煮酒）
- メガロボクス（2018年 - 2021年、南部贋作） - 2シリーズ
- イナズマイレブン アレスの天秤（齋藤岩石）
- アンゴルモア 元寇合戦記（張明福）
- ちびまる子ちゃん（加藤）
- DOUBLE DECKER! ダグ&キリル（酔っ払いの男）
- おしりたんてい（オオヤギ）

2019年
- 爆釣バーハンター（ポテペン原人）
- ゲゲゲの鬼太郎（第6作）（百々爺）
- 群青のマグメル（田伝）
- ダイヤのA actII（岡本一八）
- ヴィンランド・サガ（グラティアヌス）

2020年
- 100万の命の上に俺は立っている（村長）

2021年
- 半妖の夜叉姫（二代目宝仙鬼）
- サザエさん（植木屋専務）

2022年
- 錆喰いビスコ（ジャビ）
- 幻想三國誌 -天元霊心記-（王方）
- 平家物語（斎藤実盛）
- ルパン三世 PART6（ダン）
- オーバーロードIV（ヴェスチャー・クロフ・ディ・ローファン）

2023年
- ラグナクリムゾン（2023年 - 2024年、ガルム・ウルバン）

2024年
- 殿と犬（2024年 - 2025年、元爺〈元三〉）
- 青のミブロ（権蔵）
- 七つの大罪 黙示録の四騎士（グレネスク）
- ダンダダン（2024年 - 2025年、鬼頭呪一） - 2シリーズ

2025年
- いずれ最強の錬金術師?（バラック）
- 魔神創造伝ワタル（ドッキリマン）

### 劇場アニメ
- 世界名作童話 アラジンと魔法のランプ（1982年）
- もののけ姫（1997年、牛飼い）
- ガンドレス（1999年、ボブ・ライリー本部長）
- 千と千尋の神隠し（2001年）
- ゲド戦記（2006年）
- 崖の上のポニョ（2008年）
- レイトン教授と永遠の歌姫（2009年、チェルミー警部[27]）
- ドラゴンボールZ 復活の「F」（2015年、ソルベ）
- ONE PIECE FILM RED（2022年、ロックスター[28]）
- 好きでも嫌いなあまのじゃく（2024年、山下直也[29]）

### OVA
- 大YAMATO零号（2004年、タネガシマ、X-1〈A銀河連合本部〉）
- 聖闘士星矢 冥王ハーデス冥界編 前章（2005年、アケローンのカロン）
- 装甲騎兵ボトムズ ペールゼン・ファイルズ（2007年、ナラヤ小隊長）
- 仮面のメイドガイ ご奉仕特別編 あの夏、いちばん豊かな乳。（2008年、浦島太郎）
- 機動戦士ガンダムUC（2010年、ジョナ・ギブニー）
- BLACK LAGOON Roberta's Blood Trail（2010年、バオ）

### Webアニメ
- FLAG（2006年、ナラヤ）
- ホイッスル!（ボイスリメイク版）（2016年、おでん屋のおやじ[30]）
- LUPIN ZERO（2022年、アニキ）
- 餓狼伝: The Way of the Lone Wolf（2024年、乱坊[31]）

### ゲーム
2001年
- サクラ大戦3 〜巴里は燃えているか〜（ジャン・レオ）

2002年
- ラチェット&クランク（スキッドのマネージャー）

2004年
- 犬夜叉〜呪詛の仮面〜（覚樹〈男〉）
- サクラ大戦物語 〜ミステリアス巴里〜（ジャン・レオ、フレデリック・ドレフィス）
- Mr.インクレディブル（フロゾン / ルシアス・ベスト）

2005年
- カウボーイビバップ 追憶の夜曲（パトリック・ジョンソン）
- フェイブル
- BLEACH 〜ヒート・ザ・ソウル〜（夜一〈猫〉）
- BLEACH 〜ヒート・ザ・ソウル〜2（夜一〈猫〉）
- 義経英雄伝（平教経）

2006年
- JEANNE D'ARC（ラ・イール）
- ファイナルファンタジーXII（ミゲロ）
- BLEACH 〜放たれし野望〜（夜一〈猫〉）
- Mr.インクレディブル 強敵アンダーマイナー登場（フロゾン / ルシアス・ベスト）

2007年
- 装甲騎兵ボトムズ（小隊兵）※PS2
- トラスティベル 〜ショパンの夢〜（チューパ）※Xbox 360
- ぼくのなつやすみ3 -北国編- 小さなボクの大草原（大神良）
- ラチェット&クランク5 激突!ドデカ銀河のミリミリ軍団（スクランチ）
- レイトン教授と悪魔の箱（チェルミー警部）
- レイトン教授と不思議な町（チェルミー警部）

2008年
- 機動戦士ガンダム ギレンの野望 アクシズの脅威（連邦政府高官）
- トラスティベル 〜ショパンの夢〜 ルプリーズ（チューパ）※PS3
- レイトン教授と最後の時間旅行（チェルミー警部）
- レインボーシックス ベガス 2（アルバレス・カブレロ）

2009年
- 仮面のメイドガイ ボヨヨンバトルロワイアル（角松マグロ）
- スーパーロボット大戦NEO（盗賊）
- BLEACH 〜ソウル・カーニバル2〜（夜一〈猫〉）
- レイトン教授と魔神の笛（チェルミー警部）

2010年
- Fallout: New Vegas（リリー ボーウェン）

2011年
- 機動戦士ガンダム 新ギレンの野望（連邦政府高官）
- 文明開華 葵座異聞録（猪又萩路）

2012年
- 機動戦士ガンダムUC(プレイステーション3)（ジョナ・ギブニー）
- Kinect ラッシュ: ディズニー/ピクサー アドベンチャー（ルシアス・ベスト / フロゾン）
- タイムトラベラーズ（田中善雄）
- FAIRY TAIL ゼレフ覚醒（ブルーノート）
- レイトン教授VS逆転裁判（チェルミー警部）

2013年
- メタルマックス4 〜月光のディーヴァ〜（マイティ・マッスル、クマ）

2014年
- グランブルーファンタジー（2014年 - 2022年、ザカ大公）

2015年
- アルスラーン戦記×無双（ボダン）
- ドラゴンクエストVIII 空と海と大地と呪われし姫君（ハワード）
- ドラゴンボールヒーローズ（2015年 - 、ソルベ） - 3作品

2016年
- ラチェット&クランク THE GAME（スキッドのマネージャー）

2017年
- 神式一閃 カムライトライブ（メイゲン）
- 仁王（丸目長恵）

2018年
- レゴ インクレディブル・ファミリー（フロゾン / ルシアス・ベスト）
- ドラゴンボール ファイターズ（ソルベ）

2019年
- スーパードラゴンボールヒーローズ ワールドミッション（ソルベ）

2020年
- ウォッチドッグス レギオン（ナイジェル・キャス）

2024年
- 機動戦士ガンダム U.C. ENGAGE（2024年 - 2025年、フォンセ・カガチ、ジオンパイロット）

2025年
- BLEACH Rebirth of Souls（夜一〈猫〉）

### ドラマCD
- 極妻のススメ（権藤）
- 最遊記 ドラマCD（村人）
- サクラ大戦 第五期ドラマCDシリーズ Vol.1（ジャン・レオ）
- さんかれあ（降谷茹五郎）※原作第5巻付属ドラマCD
- 戦国SAKURA騒動記（菅原光秀）
- 花よりも花の如く（じいさま）
- 鋼の錬金術師 砂礫の大地（マグワール）

### ラジオドラマ
- NHK-FM 青春アドベンチャー
  - 「垂直の記憶」（2006年）
  - 「ヤッさん」（2010年）
  - 「アグリーガール」（2015年）
  - 「シブちゃん」（2015年）
  - 「クラバート」（2016年）
- NHK-FM FMシアター
  - 「秋の声」（1995年）
  - 「さよならバースディ」（2006年）
  - ラテンアメリカの文学4「アルケミスト」（2010年）
  - 「おかえり」（2018年）
- 怪傑コミック番組!空飛ぶラジオ でんえもん（2009年 ゲスト出演）

### 吹き替え

#### 担当俳優
ジェフリー・ジョーンズ
- スチュアート・リトル（クレンショーおじさん）※テレビ朝日版
- ディアボロス/悪魔の扉（エディ・バズーン）※ソフト版
- ハワード・ザ・ダック/暗黒魔王の陰謀（ジェニングス博士）※VOD版

トニー・プラナ
- アグリー・ベティ（イグナシオ・スアレス）
- エレメンタリー6 ホームズ&ワトソン in NY（ハワード・アルベロ陸軍大将）
- 続ハリーズ・ロー 裏通り法律事務所（トマス・ガルシア判事）
- 奪還 DAKKAN -アルカトラズ-（フアン・ルイス・エスカルサガ “エル・フエーゴ”刑務所長）
- デスパレートな妻たち シーズン7 -8（アレハンドロ・ぺレス）

ピーター・ストーメア
- アルマゲドン（レヴ・アンドロボフ）※日本テレビ版・テレビ朝日版
- 記憶の棘（クリフォード）
- ジャン＝クロード・ヴァン・ダム/ファイナル・ブラッド（ホルマン）
- ファイナル・ブラッド2（ホルマン）
- ブラザーズ・グリム（カヴァルディ）

マイケル・ルーカー
- ジャンパー（ウィリアム・ライス）※ソフト版
- スターゲイト SG-1（エドワーズ大佐）
- レプリカント（ジェイク）※ソフト版

ミューズ・ワトソン
- 犯罪捜査官ネイビーファイル シーズン4（アーサー・フェセンデン提督）
- ラストサマー（ベンジャミン・ウィルス）※テレビ朝日版
- ラストサマー2（ベンジャミン・ウィルス）※テレビ朝日版

ユージン・レヴィ
- 新Mr.ダマー ハリーとロイド、コンビ結成!（コリンズ校長）
- セレンディピティ（ブルーミングデールの販売員）※機内上映版
- 女神が家にやってきた（ハウイー）

ルイス・ガスマン
- イエスマン “YES”は人生のパスワード（ジャンパー）
- ハード・ウェイ（ベニー・プーリー刑事）※フジテレビ版
- ローグ アサシン（ベニー）

レイ・リオッタ
- デート & ナイト（ジョー・ミレット）
- ヒュービーのハロウィーン（ランドルファ）
- ブロウ（フレッド・ユング）
- マリッジ・ストーリー（ジェイ）

ロビー・コルトレーン
- ハリー・ポッターシリーズ（ルビウス・ハグリッド）
  - ハリー・ポッターと賢者の石
  - ハリー・ポッターと秘密の部屋
  - ハリー・ポッターとアズカバンの囚人
  - ハリー・ポッターと炎のゴブレット
  - ハリー・ポッターと不死鳥の騎士団
  - ハリー・ポッターと謎のプリンス
  - ハリー・ポッターと死の秘宝 PART1
  - ハリー・ポッターと死の秘宝 PART2

- ハリー・ポッター20周年記念: リターン・トゥ・ホグワーツ（本人）

#### 映画
- アイスランド（スコット・ポルーソ）
- 赤ちゃんと僕（ハン・ウラム）
- 悪魔を憐れむ歌 ※ソフト版
- アナコンダ（密猟者〈ダニー・トレホ〉）※テレビ朝日版
- アナライズ・ミー（カルロ・マンガーノ〈レオ・ロッシ〉）※テレビ朝日版
- アフター・ザ・ストーム（ジャン・ピエール〈アーマンド・アサンテ〉）
- アベンジャーズ（男性理事2）
- アミスタッド（ルイス・タパン〈ステラン・スカルスガルド〉）
- アメイジング・ワールド（死神〈クリストファー・リー〉）
- アメイジング・ワールド/勇士の帰還（死神〈クリストファー・リー〉）
- アメリカン・パイ in ハレンチ教科書（牧師〈シャーマン・ヘンズリー〉）
- アラモ（サム）
- アレキサンダー（アッタロス）
- アンクル・ドリュー（プリーチャー〈クリス・ウェバー〉、ジョージ・ガービン〉）
- イースタン・プロミス（ステパン〈イエジー・スコリモフスキ〉）
- イギリスから来た男（麻薬取締局長官〈ビル・デューク〉）
- 依頼人（ジャック・ナンス〈ジョン・ディール〉）※テレビ朝日版
- インクハート/魔法の声（バスタ）
- ヴァーチャル・シャドー 幻影特攻（クールショー博士）
- ヴァン・ヘルシング（イゴール〈ケヴィン・J・オコナー〉）※テレビ朝日版
- ヴィクター・フランケンシュタイン（バーナビー〈ダニエル・メイズ〉）
- ウィズ（ブリキ〈ニプシー・ラッセル〉）
- ヴィドック（ニミエ〈ムサ・マースクリ〉）
- ウイング・アンド・プレイヤー（ジェフ・ホワイト）
- ウィンチェスター銃'73（ラティゴ・ミーンズ〈アブナー・ビーバーマン〉）※ソフト版
- 運動靴と赤い金魚（アリの父）
- エイセス/大空の誓い（エスコヴェス〈ファン・フェルナンデス〉）※フジテレビ版
- エイリアンVSヴァネッサ・パラディ（ピーター・シュヴァル）
- エディ&マーティンの逃走人生（ポーカーフェイス〈バリー・シャバカ・ヘンリー〉）
- エメラルドミスト（ブレイク・ソートン）
- エリジウム（クルーガー〈シャールト・コプリー〉）
- エリン・ブロコビッチ（ピート・ジェンセン）※テレビ朝日版
- エンジェル・スノー
- オーシャン・オブ・ファイヤー
- オール・ザ・キングスメン
- おかしな二人（マレー〈ハーブ・エデルマン〉）※VOD版
- おかしな二人2（リロイ〈ジェイ・O・サンダース〉）
- 奥さまは魔女（ジョーイ・プロップス〈マイケル・バダルコ〉、アブナー・クラヴィッツ〈リチャード・カインド〉）
- オンリー・ユー（機長）
- ガール6（ジミー〈スパイク・リー〉）
- カクタス・ジャック（オスカル・カボス〈ペドロ・アルメンダリス・Jr〉）
- カンガルー・ジャック（ミスター・ジミー）
- ガンシャイ（カーマイン・ミネッティ〈フランク・ヴィンセント〉）
- カントリーベアーズ（セブ・ズーバー〈スティーヴン・ルート〉[39]）
- カンニバルシスターズ（フィリップ・ブレット〈J・E・フリーマン〉）
- キック・アス（フランク・ダミーコ〈マーク・ストロング〉）
- キル・ビル（半蔵の弟子〈大葉健二〉）
- キル・ブル 最強おバカ伝説（パパ）
- 銀河ヒッチハイク・ガイド（クォルツ司令官〈イアン・マクニース〉）
- キング・アーサー（ボース〈レイ・ウィンストン〉）
- キンダガートン・コップ（ヘンリー・シュープ）※テレビ朝日版
- クールボーダー（スタンピー〈デヴィッド・ケックナー〉）
- グッバイ、レーニン!
- クライモリ（老人）
- グリーン・ホーネット（マイケル・アックスフォード〈エドワード・ジェームズ・オルモス〉）
- グリーンマイル（トゥート＝トゥート〈ハリー・ディーン・スタントン〉）※フジテレビ版
- クリスマス・マジック プレゼントはお天気マシーン（クランペット）
- グリマーマン（ファレル刑事〈デニス・コックラム〉）※テレビ朝日版
- グレイテスト・ゲーム（テッド・ヘイスティングス）
- クロオビ・キッズ/メガ・マウンテン奪回作戦（ロサ〈ジム・バーニー〉）
- クロコダイル・ハンター ザ・ムービー（アンセル）
- ケース39（マイク・バーノン刑事〈イアン・マクシェーン〉）
- ゲーム・チェンジ 大統領選を駆け抜けた女（スティーヴ・シュミット〈ウディ・ハレルソン〉）
- ゲット スマート（マイク〈ラリー・ミラー〉）※ソフト版
- GO!GO!ガジェット2（ジャングル・ボブ）
- ゴースト・オブ・ミシシッピー
- ゴースト・バディーズ/小さな5匹の大冒険（スニファー〈ティム・コンウェイ〉）
- 恋するレシピ 〜理想のオトコの作り方〜（アクセルロッド）
- 恋におぼれて
- 恋の方程式 あなたのハートにクリック2（ハンク〈マシュー・メイハー〉、デイヴ・ボーウェン）
- 氷の微笑（ニールセン〈ダニエル・フォン・バーゲン〉）※日本テレビ版
- ゴリラのアイヴァン（ボブ〈ダニー・デヴィート〉）
- 最'狂'絶叫計画（マハリク〈アンソニー・アンダーソン〉）
- 最終絶叫計画4（マハリク〈アンソニー・アンダーソン〉）
- サウンド・オブ・カラー 地下鉄の恋（ホイヤの父〈ラム・シュー〉）
- サッカー・ドッグ ヨーロッパ選手権（オドライク博士）
- ザ・テロリスト 少女戦士マッリ（ヴァース）
- ザ・ニンジャ（ピーター・ブラニガン）
- サハラ戦車隊（ジミー〈ダン・デュリエ〉）※ソフト版
- サンゲリア（デビッド・メナード医師〈リチャード・ジョンソン〉[40]）※BD版
- サンタ・バディーズ 小さな5匹の大冒険（スニファー）
- 幸せの教室（ラマー〈セドリック・ジ・エンターテイナー〉）
- ジェネックス・コップ（ラム・エイロン〈ラム・カートン〉、島田）
- シェルター（チャーリー〈ジョン・ピークス〉）
- ジャック（ローレンス・ウッドラフ〈ビル・コスビー〉）※ソフト版
- ジャック・ブル（メトカーフ検事総長〈ジェイ・O・サンダース〉）
- ジョーカー:フォリ・ア・ドゥ（ジャッキー〈ブレンダン・グリーソン〉[41]）
- ショーシャンクの空に ※TBS版
- 少林サッカー（旋風脚）※インターナショナル版
- ジョンQ -最後の決断-（ジミー・パランボ〈デヴィッド・ソーントン〉）※日本テレビ版
- シラノ・ド・ベルジュラック（ル・ブレ〈フィリップ・モリエ＝ジュヌー〉）
- ズート・スーツ（エル・パチューコ〈エドワード・ジェームズ・オルモス〉）
- スーパードッグ エア・バディ/ベースボールで一発逆転!（シレス教授）
- スサミ・ストリート全員集合 〜または“パペット・フィクション”ともいう〜（クロコ[42]）
- スタートレックV 新たなる未知へ（クラー〈トッド・ブライアント〉）※ソフト版
- スティグマータ 聖痕（マリオン・ペトロチェリ〈ラデ・シェルベッジア〉）
- ステルスvsステルス エグゼクティブコマンド（ロジャール・イェペル）
- ストーリー・オブ・ラブ（ホプキンズ医師）
- スナッチ（ボリス“ザ・ブレイド”〈ラデ・シェルベッジア〉）※ソフト版
- スノーホワイト/白雪姫（ヘクター〈ホセ・ズニーガ〉）※NHK版
- スパイダーマン（デニス・キャラディン〈マイケル・パパジョン〉）
- スパイダーマン3（デニス・キャラディン〈マイケル・パパジョン〉）
- スパルタカス（マーセラス〈チャールズ・マッグロー〉）※ソフト版
- スパルタンX（患者〈リチャード・ン〉[43]）※ソフト版
- スピード（サム）※テレビ朝日版
- スプリング・ガーデンの恋人（フィッシャー〈フランク・コリソン〉）
- スポーン（マレボルギア〈フランク・ウェルカー〉）
- スモール・ソルジャーズ（ブッチ・ミートフック〈ジム・ブラウン〉）※DVD版、（ブリック・バズーカ〈ジョージ・ケネディ〉）※日本テレビ版
- スラップ・ショット2（リッチモンド・クレアモント〈ゲイリー・ビジー〉）
- 300 〈スリーハンドレッド〉
- セブン・イヤーズ・イン・チベット（摂政〈ダニー・デンゾンパ〉）※ソフト版
- 相続人（クーパー判事）※ソフト版
- 空飛ぶペンギン（イェーツ）
- ゾンビーワールドへようこそ（アール）
- ゾンビ・ストリッパーズ（パコ）
- ダークナイト（チェチェン人〈リッチー・コスター〉）※テレビ朝日版
- ダークマン（エディ・ブラック）※テレビ朝日版
- ダークマン3（ピーター・ルーカー〈ジェフ・フェイヒー〉）
- ダイアリー 第4章 アンナの吐息（ヴァレリオ）
- 大空港（ネッド・オードウェイ）※日本テレビ新録版
- タイタニック（機関長 ジョセフ・ベル、オラフ）※フジテレビ版
- タイタンの戦い（オザル〈アシュラフ・バルフム〉）※テレビ朝日版
- ダイ・ハード/ラスト・デイ（タクシー運転手〈パシャ・D・リンチニコフ〉）
- 大富豪、大貧民（ボブ・ラックマン〈ウェイン・ナイト〉）
- タイムマスター/アラジンの秘宝（チャーリー、ハマス）
- ダウン（ミッチェル〈ロン・パールマン〉）※テレビ東京版
- 007 トゥモロー・ネバー・ダイ（軍曹〈アル・マシューズ〉）※フジテレビ版
- ダブルタップ（ユー）
- ダブル・テイク（ミンティ・グティアレス）
- チェリー2000（ビル〈マーシャル・ベル〉）
- チャーリー・シーンのミスター・グッド・アドバイス（バリー・シャーマン〈ジョン・ロヴィッツ〉）
- チャーリーズ・エンジェル フルスロットル（アラン・コーフィールド〈エリック・ボゴシアン〉）※劇場公開版
- チャイルド・コレクター/溺死体（エド・デロンプレ〈デニス・ホッパー〉）
- 沈黙の鉄拳（ヴラッド〈ヴィタリー・クラチェンコ〉）
- 沈黙の標的（タン・ジリ、ルオ・ダゾン）
- 冷たい接吻（トニー・ファブ）
- DCエクステンデッド・ユニバース
  - アクアマン（ブライン王[44]）
  - ハーレイ・クインの華麗なる覚醒 BIRDS OF PREY（エリクソン警部〈スティーヴン・ウィリアムズ〉[45]）
  - アクアマン/失われた王国（ブライン王[46]）
- ティアーズ・オブ・ザ・サン（エリス・“ジー”・ペティグルー〈イーモン・ウォーカー〉）
- DISCO ディスコ（ジャクソン〈ジェラール・ドパルデュー〉）
- デイビー・クロケット/鹿皮服の男（ジョージー・ラッセル〈バディ・イブセン〉）
- デッドライン 報復の導火線（アブバカー・アル・ハッサン）
- 鉄板英雄伝説（アスロ〈フレッド・ウィラード〉）
- DENGEKI 電撃（ヒンジズ警部〈ビル・デューク〉）※ソフト版
- 天使の処刑人 バイオレット&デイジー（マイケル〈ジェームズ・ガンドルフィーニ〉）
- ドクター・ジャガバンドー（スルキム〈ゼイクス・モカエ〉）
- ドクター・ドリトル（馬）※日本テレビ版
- ドクター・ドリトル3（馬のブッチ〈ゲイリー・ビジー〉）
- ドクトル・ジバゴ（エイドリアン・コリボリシェビキの闘士）※ソフト版
- どつかれてアンダルシア (仮)
- 隣のヒットマンズ 全弾発射（ストラボ〈フランク・コリソン〉）
- トラブル・バウンド/復讐の銃弾（ハリー〈マイケル・マドセン〉）
- トランスフォーマー/ダークサイド・ムーン（ブレインズ）
- トランスフォーマー/ロストエイジ（ブレインズ）
- トランスポーター2（ディミトリ〈ジェイソン・フレミング〉[47]）※テレビ朝日版
- トランスポーター3 アンリミテッド（アイス〈エリック・エブアニー〉）
- トリプルX（ヴァージ）※ソフト版
- トレジャー・バディーズ 〜小さな5匹の大冒険〜（スニファー）
- トレマーズ4（黒手のケリー〈ビリー・ドラゴ〉）
- トロイ（アリアス〈タイラー・メイン〉）※テレビ朝日版
- ナイトミュージアム2（イワン雷帝〈クリストファー・ゲスト〉）
- ナイトメア・アリー（モスキート少佐〈マーク・ポヴィネッリ〉[48]）
- ナチュラル（ガス・サンズ〈ダーレン・マクギャヴィン〉）※ソフト版
- ナチョ・リブレ 覆面の神様（ラモン）
- ナバロンの要塞（ブラウン無線兵〈スタンリー・ベイカー〉）※ソフト版
- ナルニア国物語/第3章: アスラン王と魔法の島（のうなしあんよ2）
- ニクソン（ジョン・エドガー・フーヴァー〈ボブ・ホスキンス〉）
- ニューオーリンズ・トライアル（ジャノヴィッチ〈ネスター・セラーノ〉、ホッピー・デュプリー）※機内上映版
- ニュートン・ボーイズ（スリム〈チャールズ・ガニング〉）
- ニンジャ・チアリーダー（ヴィクター・ラザロ〈マイケル・パレ〉）
- ネバー・サレンダー 肉弾凶器（ブラウン大佐〈ロバート・コールビー〉 他）※ソフト版
- ノー・エスケイプ（同房者）※テレビ東京版
- ノッティングヒルの恋人（マックス〈ティム・マッキナリー〉）※ソフト版
- パープルストーム 紫雨風暴（ソン〈カム・コクリョン〉）
- バイカーボーイズ（マザーランド〈ジャイモン・フンスー〉）
- パイレーツ・オブ・カリビアンシリーズ
  - パイレーツ・オブ・カリビアン/呪われた海賊たち
  - パイレーツ・オブ・カリビアン/デッドマンズ・チェスト（ジミー・レッグス）
  - パイレーツ・オブ・カリビアン/ワールド・エンド（ジミー・レッグス）
- ハウス・オブ・ザ・デッド（サリッシュ〈クリント・ハワード〉）
- 博士の異常な愛情（エース）※ソフト版
- パズラー2 リターン・オブ・マッドネス（ミゲル〈デミアン・ビチル〉）
- バック・トゥ・ザ・フューチャー PART3（マッド・ドッグ〈トーマス・F・ウィルソン〉）※日本テレビ版
- バッドデイズ（バーテンダー〈ドン・イェッソ〉）
- バッドボーイズ2バッド（カルロス）※ソフト版
- パトリオット（ジョン・ビリングス〈レオン・リッピー〉）
- パニック・ルーム（モラレス）※ソフト版
- パニッシャー: ウォー・ゾーン（ビリー・ルソッティ / ジグソウ〈ドミニク・ウェスト〉）
- バブル・ボーイ（プッシュポップ）
- ハムナプトラ2/黄金のピラミッド（スパイビー）※フジテレビ版
- ハリエットのスパイ大作戦（ハリソン〈ドン・フランクス〉）※Netflix版
- ハロウィーンタウン3 カーニバルは大騒動（パンプキンヘッド）
- 犯罪心理鑑定人（破壊者〈ラリー・ドレイク〉）
- 犯罪心理捜査官 最終章（ウォルシュ〈ジョン・ブラプトン〉）
- ピースメーカー（ビーチ中尉〈マイケル・ボートマン〉）※ソフト版
- 陽だまりのイレブン（エジウソン）
- BFG: ビッグ・フレンドリー・ジャイアント（ペロリン）
- ビッグ・マネー（ジャック〈バーニー・マック〉）
- 評決（ミッキー・モリッシー〈ジャック・ウォーデン〉）※WOWOW追加収録分
- 評決のとき（オジー・ウォールズ保安官〈チャールズ・S・ダットン〉）※フジテレビ版
- 5フィンガーズ（ギャヴィン〈コルム・ミーニイ〉）
- フィフス・エレメント（リンドバーグ大統領〈タイニー・リスター・Jr.〉）※BD版
- フェイス（ソニー〈ピーター・ヴォーン〉）
- フォー・ウェディング （トム〈ジェームズ・フリート〉）
- ブギーナイツ（カート・ロングジョン〈リッキー・ジェイ〉）
- 普通じゃない（アル〈トニー・シャルーブ〉）※テレビ朝日版
- フューネラル（ジュリアス〈ヴィクター・アルゴ〉、エンリコ〈ロバート・ミアノ〉）
- ブラックジャック（ティム・ヘイスティングス〈フレッド・ウィリアムソン〉）※テレビ朝日版
- PLANET OF THE APES/猿の惑星（リンボー〈ポール・ジアマッティ〉[49]）※日本テレビ版
- フリントストーン2/ビバ・ロック・ベガス（ビッグ・ロッコ）
- フルーク（シルヴェスター〈ロン・パールマン〉）
- ブルーサンダー（ジャック・ブラドック警部〈ウォーレン・オーツ〉）※ソフト版
- ブルース&ロイドのボクらもゲットスマート（副チーフ / チーフ〈ラリー・ミラー〉）
- ブル・ドッグ 人質救出作戦（サーシャ・ロブロフ〈ユルゲン・プロホノフ〉）
- フルメタルポイント（ラズロヴィック）
- ブレイド（クイン〈ドナル・ローグ〉）※ソフト版
- フレイルティー 妄執
- フレッチ登場!/5つの顔を持つ男（カルカラス・エンタビー〈クリーヴォン・リトル〉）※DVD版
- ブロークン・アロー（ケリー〈ハウィー・ロング〉）※テレビ朝日版
- プロフェシー（ゴードン・スモールウッド〈ウィル・パットン〉）※ソフト版
- ベイブ/都会へ行く（フリーリック〈アダム・ゴールドバーグ〉）※日本テレビ版
- ベン・ハー（グラタス総督）※テレビ東京版
- ホーム・アローン3（アール・アンガー〈デヴィッド・ソーントン〉）※日本テレビ版
- 法王の銀行家 ロベルト・カルヴィ暗殺事件（フラヴィオ・カルボーニ〈ジャンカルロ・ジャンニーニ〉）
- ボビーZ（ブンブン〈M・C・ゲイニー〉）
- ホビット 思いがけない冒険（ウィリアム）
- ホビット 決戦のゆくえ（ボンブール〈スティーヴン・ハンター〉）※エクセンテッド・エディション版
- ボラット 栄光ナル国家カザフスタンのためのアメリカ文化学習（アザマット・バガトフ〈ケン・デイヴィシャン〉）
- マイファミリー・ウェディング（TJ）
- マダムと奇人と殺人と（ジェジェ）
- マッドマックス 怒りのデス・ロード（コーパス・コロッサス〈クウェンティン・ケニハン〉）※劇場公開版、（人肉喰らい〈ジョン・ハワード〉[50]）※ザ・シネマ版
- マトリックス リローデッド（エージェント・トンプソン、ティラント）※フジテレビ版
- マトリックス レボリューションズ（デウス・エクス・マキナ、トレインマン〈ブルース・スペンス〉）※フジテレビ版
- ミステリー・メン（ブルー王子 / ジェフ〈ハンク・アザリア〉）
- M:i:III（司教）※フジテレビ版
- ミリオンズ（ロニー〈ジェームズ・ネスビット〉）
- みんなのうた（マイク・ラフォンティン〈フレッド・ウィラード〉）
- 名犬ラッシー（ロウリー〈ピーター・ディンクレイジ〉）
- メダリオン（スマイス〈ジョン・リス＝デイヴィス〉）
- メン・イン・ブラック2（ニーブル）※テレビ朝日版
- モーテル2（スミス）
- モンスーン・ウェディング
- 雪のビッグ・ウェーブ（サムの父）
- 夜の道（コンチョ）※ソフト版
- ライフ・アクアティック（ウラジミール・ウォロダルスキー〈ノア・テイラー〉）
- ライフ with マイキー（サンタ〈クリストファー・デュラング〉）
- ラスト・オブ・モヒカン（チンガチェック〈ラッセル・ミーンズ〉）※フジテレビ版
- ラストゲーム（スパイヴィー〈ジム・ブラウン〉）
- 乱気流/タービュランス（スタッブス〈ブレンダン・グリーソン〉）※テレビ朝日版
- ランド・オブ・プレンティ（ジミー〈リチャード・エドソン〉）
- ランナウェイ・カー（ダグ・カーステン警部）
- リ・アニメイテッド 〜ジムのカートゥーン大冒険〜（ソニー・アップルデー）
- RIPPER 地獄からの手紙（ケルソ刑事〈ユルゲン・プロホノフ〉）
- リミッツ・オブ・コントロール（孤独な男〈イザック・ド・バンコレ〉）
- リンガー! 替え玉★選手権（スターヴィ〈ルイス・アヴァロス〉）
- ルードボーイズ（ライノ）
- ルビー・スパークス（モート〈アントニオ・バンデラス〉）
- レイヤー・ケーキ（デューク〈ジェイミー・フォアマン〉）
- レッド・サン（ハント）※テレビ東京版
- ロード・オブ・ザ・リング（マゴットじいさん）
- ロード・オブ・ザ・リング/二つの塔（オーク）
- ロッキー&ブルウィンクル（ボリス〈ジェイソン・アレクサンダー〉）
- ロッキー・ザ・ファイナル（メイソン・ディクソン〈アントニオ・ターバー〉）
- ロック、ストック&トゥー・スモーキング・バレルズ（プランク）
- ROCK YOU!（従者ローランド〈マーク・アディ〉）※日本テレビ版
- ロッタちゃんと赤いじてんしゃ（車掌）※ソフト版
- ワイルド・スピード（ヘクター〈ノエル・グーリーエミー〉）※テレビ朝日版
- ワイルド・スピードX2（コルピ〈ジョン・セナティエンポ〉）※ソフト版
- 101 ※テレビ朝日版

#### ドラマ
- アガサ・クリスティー ミス・マープル シタフォードの謎（アフメッド・ガリ）
- アンダーカバー・ボス2 社長潜入調査
- アンネ・フランク（ヘルマン・ファン・ペルス）
- ER緊急救命室
  - シーズン1 #18（フィル〈ジョー・ミンジャレス〉）
  - シーズン4 #6（プロール〈テイラー・ネグロン〉）、#19（マイルズ・カーニー〈アート・ラフルー〉）
  - シーズン5 #4
  - シーズン6 #1（偏頭痛の男〈ウェイド・アンドリュー・ウィリアムズ〉）
  - シーズン7 #10（ハモンド〈ロバート・ウィズダム〉）
  - シーズン8 #3（火食い男〈コリン・キャンベル〉）
  - シーズン9 #17（レプリコーン〈リック・アルマダ〉）
  - シーズン13 #20（マイルズ〈ヨーゴ・コンスタンティン〉）
  - シーズン15 #13（バブ〈マーシャル・マネシュ〉）
- エージェント・カーター シーズン2 #4（アンクル・バッド〈クリス・マルケイ〉）
- APB ハイテク捜査網（マイケル・サルガード市長〈ネスター・セラーノ〉）
- S.O.F. シーズン2 #11（ジョン・ハーキン）
- NCIS: ニューオーリンズ シーズン1 #14（パック将軍）
- NCIS 〜ネイビー犯罪捜査班（トバイアス・フォーネル捜査官〈ジョー・スパーノ〉）※パラマウントDVD版シーズン1、2
- 王女の男（ミン・シン〈クォン・テウォン〉）
- カウボーイビバップ（ファド〈ウェイド・ウィリアムズ〉）
- カリフォルニケーション（リチャード・ベイツ〈ジェイソン・ベギー〉）
- 巌窟王〜モンテ・クリスト伯（ムハンマド）
- 奇皇后 〜ふたつの愛 涙の誓い〜（ペガン〈キム・ヨンホ〉）
- 騎馬警官（エディ・ビーツ）
- キム・マンドク〜美しき伝説の商人
- キング・ソロモンの秘宝（トワラ〈ハキーム・ケイ＝カジーム〉）
- グッド・ワイフ（ルモンド・ビショップ〈マイク・コルター〉）
  - グッド・ファイト（ルモンド・ビショップ〈マイク・コルター〉）
- クリミナル・マインド6 FBI行動分析課
- 刑事コロンボ 忘れられたスター（ネッド・ダイヤモンド〈ジョン・ペイン〉）※追加収録分
- コールドケース7 ザ・ファイナル #22（エド・コルソン〈ブライアン・ハミル〉）
- 恋するマンハッタン シーズン1 #2（電話修理工）
- こちらブルームーン探偵社 シーズン5 #2（デニス・スプリング）
- ザ・プリテンダー 仮面の逃亡者（ビッグ・ボブ〈ジャック・ケーラー〉）
- 三国志 Three Kingdoms（龐統〈トー・シュトン〉）
- CSI:科学捜査班
  - シーズン1 #1（ラファティ〈ロイス・D・アプルゲート〉）
  - シーズン4 #15（ドレイク・スノー〈キム・コーツ〉）
- CSI:ニューヨーク8 #4（トーマス・ハーツ）
- シークエスト（グッドマン博士〈エリック・アヴァリ〉）
- シークレット・アイドル ハンナ・モンタナ（アール叔父さん〈デヴィッド・ケックナー〉）
- ジーナ（ヨドシ）
- しあわせの処方箋（マイキー）
- 主任警部モース
  - ジェリコ街の女（アラン・リチャーズ）
  - オックスフォード運河の殺人（ウィリアムズ検事〈マイケル・カルキン〉）
- ジュビリー 〜ボリウッドの光と影〜
- SHAOLIN 少林三十六房（ツァオ・タイシウ〈ユエン・チョンヤン〉）
- 新スーパーマン（魔術師〈クライヴ・レヴィル〉）
- 新ビバリーヒルズ青春白書（フィン）
- スターゲイト SG-1（エメット・ブレグマン〈ソウル・ルビネック〉）
- スタートレック:エンタープライズ（ミュック〈クリント・ハワード〉）
- スティーヴン・キングのザ・スタンド（ラットマン）
- スパルタカス（ノルド）
- そりゃないぜ!? フレイジャー シーズン3 #15（ジェローム・ベラスコ〈ハリス・ユーリン〉）
- 孫子兵法（夫概）
- 大草原の小さな家（ガンダーソン）
  - シーズン6 #20（ダン〈トム・クランシー〉）※NHK BS4K版
  - シーズン6 #22 #23（ヒューストン・ラム〈ダブ・テイラー〉）※NHK BS4K版
- チェオクの剣（カトウ・マサユキ〈アン・ゲボム〉）
- チャームド 〜魔女3姉妹〜（コーウェン〈デヴィッド・レイヴァーズ〉）
- 朱蒙 -チュモン- Prince of the Legend（チェサ）
- デスパレートな妻たち（オリバー）
  - シーズン5 #8（ウォーレン・シリング〈ピーター・オノラティ〉）
- TVキャスター マーフィー・ブラウン（エルディン・バーネキー〈ロバート・パストレリ〉）
- ドールハウス Dollhouse シーズン1 #1（年老いた男〈グレッグ・コリンズ〉）
- トゥルー・コーリング #14（カール・ニーサン〈ウェイド・ウィリアムズ〉）
- となりのサインフェルド（コズモ・クレイマー〈マイケル・リチャーズ〉）※DVD版
- NUMBERS 天才数学者の事件ファイル シーズン5 #18（ジョン・カーティス〈ジェームズ・ルッソ〉）
- NIKITA / ニキータ（大統領）
- ネバーウェア（ヴァンデマール〈クライヴ・ラッセル〉）
- バーン・ノーティス 元スパイの逆襲 シーズン6 #7（モリス〈リチャード・バージ〉）
- バビロン5（エド・ライアン少佐〈ブルース・マッギル〉）
- HAWAII FIVE-0
  - シーズン1 #18（マット〈デイン・クック〉）
  - シーズン3 #9（マーティン・コルドバ〈C・トーマス・ハウエル〉）
  - シーズン3、6、7（“ドッグ”デュアン・チャップマン〈本人役〉）
  - シーズン4 #4（アレン・キングストン〈ブルース・ノジック〉）
- 犯罪捜査官ネイビーファイル（ケイル曹長〈マット・シグロック〉）
- 犯罪捜査官ネイビーファイル シーズン2（フィル・ディレニー〈ロビン・トーマス〉）
- HEROES/ヒーローズ（アーサー・ペトレリ〈ロバート・フォスター〉）
- ふたりは最高!ダーマ&グレッグ（ラリー〈アラン・レイキンズ〉）
- プロビデンス（ラッキー・ザ・ドッグ〈ジェイ・レノ〉）
- V.I.P.（スティーブン・J・キャネル〈本人〉）
- ベートーベン・ウィルス（カン・チュンベ市長〈イ・ハヌィ〉）
- 海雲台の恋人たち（イ・スンシン〈イ・ジェヨン〉）
- 北京バイオリン（麻三〔マー・サン〕）
- ボーイ・ミーツ・ワールド（チェット・ハンター〈ブレイク・クラーク〉）
- ボードウォーク・エンパイア2 欲望の街
- BONES
  - シーズン2 - 10（アレックス・ラズウェル国務省捜査官〈ダニー・ウッドバーン〉）
  - シーズン4（ラヴァール〈エド・ゲイル〉）
- ホワイトカラー シーズン3 #4（アイザック・ジェフリーズ〈アーニー・ハドソン〉）
- マードック・ミステリー 〜刑事マードックの捜査ファイル〜（ウィルコックス）
- MACGYVER/マクガイバー（ウラジミール・シフチェンコ大佐）
- 魔術師 MERLIN（ジョナス〈アダム・ゴドリー〉）
- ミス・エバーズ・ボーイズ〜黒人看護婦の苦悩（ケイレブ〈ローレンス・フィッシュバーン〉）
- ミステリー・グースバンプス（アンクル・アル、カール〈声：ジョン・ディマジオ〉）
- ミディアム 霊能者アリソン・デュボア（ジョーイ・カーマイケル〈ミゲル・フェラー〉）
- 名探偵ポワロ ※NHK版
  - アクロイド殺人事件（パーカー〈ロジャー・フロスト〉）
  - ヘラクレスの難業（グスタフ）
- 名探偵モンク
  - シーズン2 #6（ハル・ダンカン〈マーク・ヴァン〉）
  - シーズン4（プレシンクト刑事）
  - シーズン6 #5（USSシアトル先任伍長〈スコット・マクドナルド〉）
- メル&ジョー 好きなのはあなたでしょ?（ハーバート・ハンコック議員〈トーマス・F・ウィルソン〉）
- THE MENTALIST メンタリストの捜査ファイル
  - シーズン1 #17（ショーン・ブレイマー〈スコット・ローレンス〉）
  - シーズン2 #2（ウォルター・クルー元議員〈ポール・マイケル・グレイザー〉）
  - シーズン4 #12（ブリエル・ポルチェット〈ジョアキム・デ・アルメイダ〉）
- 木星脱出作戦（カール〈アイバー・カンツ〉）
- 不良〈ヤンキー〉ですね（ダンチャンレン）
- ヤング・ドクター（准医師〈アダム・ゴドリー〉）
- ヤングライダーズ シーズン1 #18（ケイル）
- ライブラリアン/キング・ソロモンの呪文（サミール将軍〈エリック・アヴァリ〉）
- リトル・ドラマー・ガール 愛を演じるスパイ（マーティ・クルツ〈マイケル・シャノン〉）
- レモニー・スニケットの世にも不幸なできごと（ミスター・ポー〈K・トッド・フリーマン〉）

#### アニメ
- アドベンチャー・タイム（ジェイク）
- アメリカン・ドラゴン（フー・ドッグ）
- ウェイン&ラニー クリスマスを守れ!
- おさるのジョージ（ラジ・デサイ博士）
- おっはよー!アンクル・グランパ（ジェイク）
- ガジェット警部 最後の事件（クロウ）
- ガフールの伝説（グリンブル〈ヒューゴ・ウィービング〉）
- くもりときどきミートボール（ティムロックウッド〈ジェームズ・カーン〉）
  - くもりときどきミートボール2 フード・アニマル誕生の秘密
- コララインとボタンの魔女 3D（ボビンスキー）
- サーフズ・アップ2（ミスター・マクマホン）
- ザ・シンプソンズ（ミック・ジャガー）
- ザ・ペンギンズ from マダガスカル（ハンス、男性客）
- ジャッキー・チェン・アドベンチャー（ピーター・ベイリー）
- スーパー・ロボット・モンキー・チーム・ハイパーフォース GO!（マンダリン）
- スター・ウォーズシリーズ
  - スター・ウォーズ ドロイドの大冒険（コー・ザテック＝チャ）※DVD版
  - スター・ウォーズ/クローン・ウォーズ（ドージ・ラウス、コバーン提督、ラゴン）
- スパイダーマン&アメイジング・フレンズ（ビートル）
- スペース・レンジャー バズ・ライトイヤー（トルク）
- スポンジ・ボブ 海のみんなが世界を救Woo!（バーガー・ビアード〈アントニオ・バンデラス〉）
- スポンジ・ボブ/スクエアパンツ ザ・ムービー（海賊、ギャング）
- ソーセージ・パーティー（カリーム・アブドゥルラヴァッシュ）
- タンタンの冒険
- チャギントン（ダンバー[51]）
- ティーモ・シュプリーモ（ラリー / レーザーパイレーツ〈ティム・カリー〉）
- ティーンエイジ・ミュータント・ニンジャ・タートルズ（ヴィック / 噛みつきグモ）
- トムとジェリー スパイ・クエスト（ジン博士の部下）
- トムとジェリー シャーロック・ホームズ（モリアーティの部下）
- トムとジェリーの宝島（ロン、ボブ、紫のオウム）
- トムとジェリー ロビン・フッド（スパイ）
- トムとジェリー ショー（マッスル）
- 長ぐつをはいたネコ（マメノキ）
- パワーパフガールズ（FBI捜査官、キャプテン・クラック・マクレイゲン）
- ピーター・コットンテール 幸せを運ぶウサギ（ジャニュアリー・Q・アイアンテール〈ヴィンセント・プライス〉）
- ピーター・パン2 ネバーランドの秘密
- ファインディング・ニモ（ジャック）
  - ファインディング・ドリー
- プチバンピ（クロード[52]）
- ブランディ アンド Mr.ウィスカーズ（ボリス・ポポス、Mr.カンタリアス）
- ブルー 初めての空へ（マルセル）
- ヘラクレス（エピアルテス、アケロン、メレアガー 他）
- ベン10（ヴィルガクス）
- マウス・タウン ロディとリタの大冒険（リタの父親）
- Mr.インクレディブル（ルシアス・ベスト / フロゾン〈サミュエル・L・ジャクソン〉）
  - インクレディブル・ファミリー[53]
- モンスター・ホテル（鎧[54]）
- モンスターズ・インク（寿司職人、クロウズ）
- ヨセフ物語 〜夢の力〜
- ランゴ（ロックアイ）
- ロイヤルコーギー レックスの大冒険（公爵[55]）

#### テレビ番組
- UFC登竜門 ジ・アルティメット・ファイター ヘビー級バトル（キンボ・スライス）
- フィニアスとファーブのトークしまショー（セドリック・ジ・エンターテイナー）
- UFC登竜門 ジ・アルティメット・ファイター ライト級サバイバル（マイク・タイソン）

### テレビドラマ
- ザ・サスペンス / お師匠さんは名探偵（1983年、TBS）
- 年末時代劇スペシャル / 忠臣蔵・女たち・愛（1987年、TBS）
- 大河ドラマ（NHK）
  - 春日局（1989年）
  - 太平記（1991年） - 赤松則祐 役
  - 八代将軍吉宗（1995年） - 諏訪頼篤 役
  - 葵 徳川三代（2000年） - 田中吉政 役
  - 義経（2005年） - 鎌倉の使者 役
- 庄内おんな風土記（1989年、NHK）
- マドンナは春風にのって（1990年、NHK）
- 日本一のカッ飛び男（1990年、フジテレビ）
- 特救指令ソルブレイン（1991年、テレビ朝日） - 田代巡査 役
- 特捜エクシードラフト（1992年、テレビ朝日） - 稲垣博士 役
- 眠れない夜をかぞえて（1992年、TBS）
- 腕におぼえあり（1992年、NHK）
- 否認（1994年、NHK）
- 若い人（1995年、テレビ東京）
- 新・半七捕物帳（1997年、NHK）第7話「槍突き」- 木賃宿のおやじ 役
- 天までとどけ 8（1999年、TBS） - 劇団演出家
- 水曜シアター9 / 鉄道警察官・清村公三郎・6「SLニセコ号 殺意の汽笛」（2010年、テレビ東京）
- 西村京太郎サスペンス 十津川捜査班9 十津川警部「故郷」（2014年、フジテレビ） - 益田善行 役
- 日曜劇場 ごめん、愛してる 第1話「命をかけた片想い」（2017年、TBS） - ドンファ（ペクランの父）

### 映画
- 決戦は日曜日（2022年、クロックワークス）[56]
- 短編オムニバス映画 GEMNIBUS vol.1『ファーストライン』（2024年[57]）

### 舞台
- 1981・嫉妬（1981年）※初舞台
- ショートアイズ（1981年）
- 十年目の密会（1984年、紀伊國屋ホール）
- マリウス（1984年、紀伊國屋ホール）
- リア（1986年）
- THE MERCHANT(商人)（1987年）
- ソールジャーズ・プレー（1987年）
- チェンジングルーム（1989年、紀伊國屋ホール）
- グリークス（1990年）
- チャイコフスキー殺人事件（1990年）
- KUMAGUSU-南方熊楠-（1990年）
- 痩せがまんの系譜（1992年）
- 塩祝申そう・三部作（1993年、銀座セゾン劇場）
- 恋と仮面とカーニバル（1993年、サンシャイン劇場）
- シンガー（1994年）
- 十二人の怒れる男たち（1995年）
- ヨコハマ物語（1996年、帝国劇場）
- 太陽が死んだ日（1996年）
- 寒花（1997年）
- カルメンと呼ばれた女（1997年、帝国劇場）
- THE BOYS ｽﾄｰﾝﾍﾝｼﾞｱﾊﾟｰﾄの隣人たち（1998年、紀伊國屋サザンシアター）
- 牛乳屋テヴィエ物語（1998年、東京芸術劇場）
- 恐妻侍の妻（1999年、日生劇場）
- ザ･ウィアー(堰) （2000年）
- 命燃えて（2000年）
- あげまん（2001年）
- たつのおとしご亭（2003年、文化座アトリエ）
- ミセス・サヴェッジ（2008年、吉祥寺シアター）
- ザブザブ波止場（2008年、新宿THEATER/TOPS）
- オーケストラの逆襲３（2010年、北とぴあ）
- 熱帯のアンナ（2013年）
- シェイクスピア・リーディング「マクベス」（2014年）
- ラフィングライブ旗揚げ公演「パパ、アイ・ラブ・ユー！」（2015年4月15日 - 4月20日、博品館劇場）
- トロイラスとクレシダ（2015年、世田谷パブリックセンター 他）
- バッファローの月（2016年、赤坂レッドシアター）
- 食いしん坊万歳!〜正岡子規青春狂詩曲〜（2017年、紀伊國屋サザンシアターTAKASHIMAYA）
- 洗い屋稼業（2017年、小劇場楽園）
- フィガロの結婚（2017年、渋谷区総合文化センター大和田 伝承ホール）
- 真実（2018年、東京芸術劇場シアターウエスト 他）
- パパ、アイ・ラブ・ユー！（2018年、三越劇場）
- スリーウインターズ（2019年）
- Out of Order（2019年、三越劇場）
- ウィット（2021年、紀伊國屋サザンシアターTAKASHIMAYA 他）
- キッズオペラ「ふたりのももたろう」（2023年、なかのZERO 小ホール 他）
- 春秋山伏記（火の家）（2023年、神楽坂THEGLEE）
- うみねこのなく頃に〜Stage of the golden Witch〜シリーズ（2023年・2024年・2025年、スペース・ゼロ）[58][59]

### ボイスオーバー
- ザ・ドキュメンタリー「熱い鼓動よ世界に響け! 〜若き和太鼓奏者達の挑戦〜」（2012年、テレビ東京）
- NHKスペシャル（NHK総合）
  - 「渡辺恒雄 戦争と政治〜戦後日本の自画像〜」（2020年）
  - 「原爆初動調査 隠された真実」（2021年）

### ナレーション
- 野生の素顔〜四大陸の動物たち〜（WOWOWドキュメンタリー）
- ドキュメント20min．超現代公園学入門（2023年、NHK）

### CM
- au（2012年、星一徹の声〈2代目〉[60]）

### パチスロ
- ロックマン アビリティ 史上最大の試練（2018年、ワイリー）

### その他のコンテンツ
- ディズニー・オン・アイス（ルシアス・ベスト / フロゾン）
- 東京ディズニーランド
  - モンスターズ・インク“ライド&ゴーシーク!”（寿司職人、クロウズ）

### シリーズ一覧
1. ↑  第1期（2006年）、第2期『The Second Barrage』（2006年）
2. ↑  第1期（2011年 - 2012年）、第3期（2018年）
3. ↑  第1シリーズ（2012年 - 2013年）、第2シリーズ（2013年 - 2014年）、第3シリーズ（2020年 - 2021年）
4. ↑  第1期（2013年）、第2期『インサイト』（2015年）
5. ↑  第1期（2015年）、第2期『風塵乱舞』（2016年）
6. ↑  第1期（2018年）、第2期『NOMAD メガロボクス2』（2021年）[20]
7. ↑  第1期（2024年）、第2期（2025年）
8. ↑  『ドラゴンボールヒーローズ』、『ドラゴンボールヒーローズ アルティメットミッションX』、『スーパードラゴンボールヒーローズ』

### 初出話一覧
1. 1 2  第1171話初出
2. ↑  第279話初出
3. ↑  第638話初出
4. ↑  第794話初出
5. ↑  第866話初出
6. ↑  第931話初出
7. ↑  第100話初出
8. ↑  わんわん 第13話初出
9. ↑  わんわん 第2話初出
10. ↑  第7話初出
11. ↑  第32話初出
12. ↑  第13話初出
13. ↑  第12話初出
14. 1 2  第4話初出